# Tabbed Document Interface
Tabbed Document Interface TDI is een grafische applicatie waarvan alle vensters in verschillende tabbladen worden ondergebracht. Deze interface als een aanvulling op de Multiple Document Interface worden gebruikt. Het is alleen mogelijk een venster tegelijk op het scherm te tonen, omdat de vensters ieder onder hun eigen tab zitten. Een voordeel van de Tabbed Document Interface is, dat verschillende vensters in een hoofdvenster kunnen worden ondergebracht in plaats dat verschillende kleine vensters moeten worden geopend.
Opera, Firefox en Internet Explorer maken hiervan gebruik. Andere interfaces zijn de Single Document Interface en de Multiple Document Interface. De verschillen zitten in de manier waarop, wanneer tegelijk verschillende vensters in een toepassing worden gebruikt, de verschillende vensters zichtbaar zijn en kunnen worden aangeroepen.